# Olympische Sommerspiele 2020/Teilnehmer (Britische Jungferninseln)
| Gelbes Symbol für Goldmedaillen mit stilisierten Olympischen Ringen | Graues Symbol für Silbermedaillen mit stilisierten Olympischen Ringen | Braundes Symbol für Bronzemedaillen mit stilisierten Olympischen Ringen |
| ------------------------------------------------------------------- | --------------------------------------------------------------------- | ----------------------------------------------------------------------- |
| —                                                                   | —                                                                     | —                                                                       |

Die Britischen Jungferninseln nahmen an den Olympischen Spielen 2020 in Tokio teil. Es war die insgesamt zehnte Teilnahme an Olympischen Sommerspielen. Das British Virgin Islands Olympic Committee nominierte drei Athleten in zwei Sportarten.

## Teilnehmer nach Sportarten

### Leichtathletik
Laufen und Gehen
| Männer         |              |         |   |         |   |         |   |   |
| Kyron McMaster | 400 m Hürden | 48,79 s | 1 | 48,26 s | 1 | 47,08 s | 4 | 4 |

Springen und Werfen
| Athleten       | Wettbewerb | Qualifikation | Qualifikation | Finale     | Finale | Rang |
| Athleten       | Wettbewerb | Weite/Höhe    | Rang          | Weite/Höhe | Rang   | Rang |
| -------------- | ---------- | ------------- | ------------- | ---------- | ------ | ---- |
| Frauen         |            |               |               |            |        |      |
| Chantel Malone | Weitsprung | 6,82 m        | 5             | 6,50 m     | 12     | 12   |

### Schwimmen
| Athleten       | Wettbewerb    | Vorlauf | Vorlauf | Halbfinale    | Halbfinale    | Finale        | Finale        | Rang |
| Athleten       | Wettbewerb    | Zeit    | Rang    | Zeit          | Rang          | Zeit          | Rang          | Rang |
| -------------- | ------------- | ------- | ------- | ------------- | ------------- | ------------- | ------------- | ---- |
| Frauen         |               |         |         |               |               |               |               |      |
| Elinah Phillip | 50 m Freistil | 25,74 s | 34      | ausgeschieden | ausgeschieden | ausgeschieden | ausgeschieden | 34   |